# Cuisine africaine
Traditionnellement, les différentes cuisines africaines utilisent une combinaison de produits locaux tels que les fruits, céréales et légumes, ainsi que le lait et la viande. Dans certaines parties du continent, le régime alimentaire traditionnel intègre le lait, le lait caillé et le petit lait. Cependant dans une grande partie de l'Afrique tropicale, le lait de vache est rare et ne peut être produit localement (en raison de diverses maladies qui affectent le bétail). Il existe aussi des différences, parfois très importantes, dans les habitudes et les préférences de boissons ou alimentaires en fonction des différentes régions, cultures et ethnies et en raison des nombreuses populations du continent : Afrique centrale, Afrique de l'Est, Corne de l'Afrique, Afrique du Nord, Afrique australe et Afrique de l'Ouest qui ont chacun leurs propres plats distinctifs, techniques de préparation et modes de consommation.
Elle est apparentée à d'autres cuisines régionales, telles que la cuisine berbère[réf. nécessaire] ou la cuisine méditerranéenne[réf. nécessaire] en Afrique du Nord[réf. nécessaire].

## Histoire
La cuisine africaine a beaucoup évolué au cours des années notamment en termes de techniques et de saveurs. Depuis l'apparition du premier homme sur le continent, la nourriture traditionnelle (gibier, légumes, fruits) s'impose comme le mode d'alimentation le plus prisé en Afrique selon la région, la tradition ou la culture des peuples. Durant la période esclavagiste, la gastronomie africaine principalement constituée de viande de brousse, de tubercules, ou encore de céréales connaît l'arrivée de nouveaux produits dont le cacao, le haricot, la pomme de terre, l'ananas, le poivron, la vanille, le maïs et bien d'autres, importés par des colons américains comme européens. Depuis ce temps, la gastronomie africaine ne cesse d'être variée et riche en mettant en avant le côté traditionnel et culturel des repas tout en s'appuyant sur des éléments non locaux pour la réalisation de plats plus succulents les uns que les autres.

## Typologie

### Afrique centrale
L'Afrique centrale s'étend depuis le massif du Tibesti, au nord du Tchad, à la grande forêt humide à la source du bassin du Congo, les hauts plateaux de Kivu et les savanes du Katanga. Cette région a reçu plusieurs influences culinaires. Les Swahilis (une culture qui a évolué d'un mélange culturel bantou, omanais, yéménite et indien) ont dominé la région est de l'Afrique centrale lors de la traite arabo-négrière. Ils ont laissé un impact culinaire à travers le riz pilaf, le kachumbari, le mandazi (beignet swahili), le kuku paka, la sambuza, etc. Dans la région ouest, notamment au Royaume du Kongo, il y a eu une influence culinaire portugaise. Un exemple de ceci est le poisson salé nommé makayabu venant du mot portugais Bacalhau (bal-ca-ya-hu).
Ces produits alimentaires ont eu une grande influence sur la cuisine locale et les méthodes de préparation. Néanmoins, l'influence culinaire retrouver en Afrique centrale est aussi transcontinental. L'Afrique centrale partage plusieurs plats avec les autres régions africaines à cause de leur proximité. Par exemple, il y a le babuté avec le sud, les gombos avec l'ouest et le riz pilaf avec l'est. La cuisine de l'Afrique centrale présente une grande variété de plats.
Les ingrédients de base sont les bananes plantains, le manioc, la chikwangue et le riz. Le foufou, à base de féculents, le plus souvent fabriqué à partir de racines de manioc fermentées, mais aussi avec des bananes plantains, le maïs et l'igname. Le fufu est servi sous forme buffet avec de la viande et/ou du poisson, des sauces, des légumes et le piment. La cuisine africaine centrale est typiquement pas très piquante. Le piment est servi à côté. L'Afrique centrale est l'une des seules régions en Afrique où les pommes de terres sont considérés une des bases principales, surtout dans la région Kivu. Plusieurs types de légumes sont consommés ici: épinards, gombo, feuilles manioc, mujibu, tshiluabenyi, matetela, etc. Le ragoût d'arachide (cacahuètes) est également préparé, avec du poulet, gombo, gingembre et d'autres épices. Ce plat, poulet mwamba, est le plat national du Congo. Le bœuf, l'agneau, le chèvre, et le poulet sont les plats de viande préférés, mais les préparatifs à base de viande de gibier tel le crocodile, l'éléphant, antilope et phacochère sont également servis à l'occasion.
Le barbecue en style liboké est très commun dans cette région. Le liboké est une papillote faite avec des feuilles de banane remplit avec de la viande, les courges d'amandes ou du poisson mariné et cuit sur un barbecue au charbon. C'est souvent préparé avec du poisson-chat ou de la viande de porc, mais vers la côte atlantique, certains le cuisine avec les crevettes et le homard. Cette technique de préparation est aussi utilisé pour le ntaba (chèvre) et le poulet mayo.

### Grands lacs africains

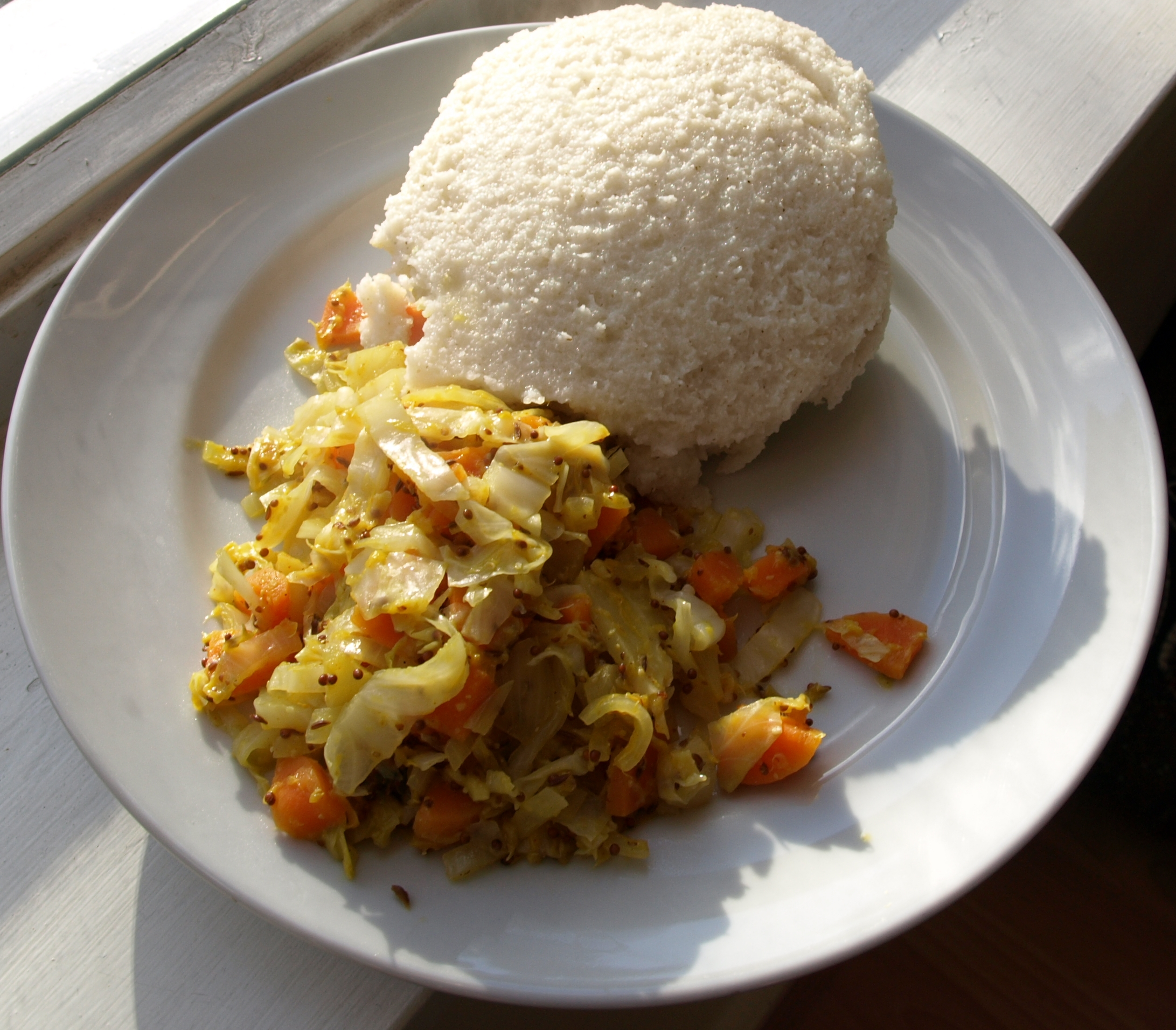
Ugali photographié ici avec un plat de chou, mais il est plus généralement mangé avec du Chou frisé.

La cuisine de l'Afrique des Grands Lacs (Burundi, République démocratique du Congo, Ouganda et Rwanda) varie d'une région à l'autre. Dans la savane intérieure, la cuisine traditionnelle des peuples qui élèvent le bétail, se distingue en ce que la viande est généralement absente. Les bovins , moutons, porcs et chèvres sont considérés comme une forme de monnaie et une source de richesse : ils ne sont donc généralement pas consommés comme aliments. Dans certaines régions, les peuples traditionnels consomment le lait et le sang du bétail, mais rarement de la viande. Ailleurs, d'autres peuples cultivent différents légumes et céréales. Le maïs est la base de l'ugali, la version locale, d'Afrique de l'Ouest, du foufou. L'ugali est un plat d'amidon (farines) qui accompagne les viandes et ragoûts. En Ouganda, le matooke est bouilli ou cuit à la vapeur, enrobé dans les feuilles du bananier, fournissant l'amidon souhaité lors de nombreux repas.
Il y a environ 1 000 ans, des marchands omanais et yéménites s'installent sur la côte swahilie. L'influence du Moyen-Orient se reflète particulièrement dans la cuisine zanzibarienne : les légumes sont cuits à la vapeur avec du riz préparé aux épices, à la Perse, avec du safran, clou de girofle, de la cannelle mais également d'autres épices et du jus de grenade.

### Corne de l'Afrique

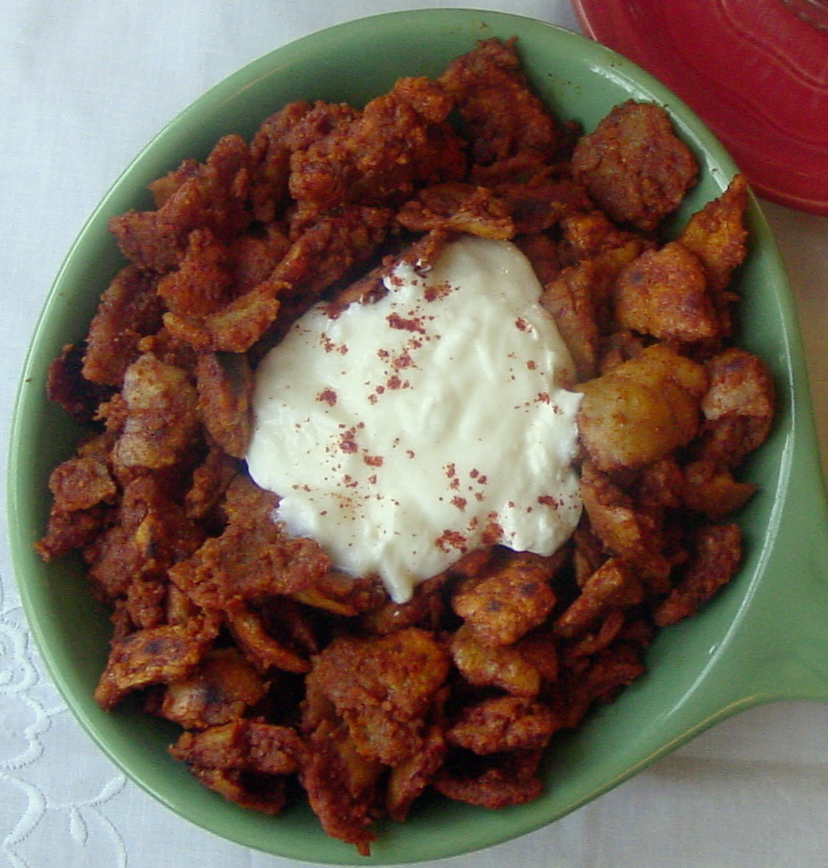
Le Fit-fit, pilier des cuisines érythréenne et éthiopienne

Les principaux plats traditionnels de la cuisine éthiopienne et la cuisine érythréenne sont le Wat (ou tsebhi), un ragoût, servi avec l'injera, une crêpe à base de teff, de blé ou de sorgho et le hilbet (pâte à base de légumineuses, principalement les lentilles et les fèves. Les cuisines Érythréenne et Éthiopienne, surtout dans la moitié nord, sont très similaires, compte tenu de l'histoire commune de ces deux pays.
Les habitudes alimentaires des érythréens et des éthiopiens varient selon les régions. Dans les plateaux d'Éthiopie, l'injera est l'aliment de base et est consommé quotidiennement par les Tigréens. L'injera est faite de teff, de blé, d'orge, de sorgho et/ou de maïs et ressemble à une crêpe spongieuse, légèrement aigre. Lors du repas, les convives partagent généralement la nourriture d'un grand plateau placé au centre de la table. De nombreux injeras sont posés sur ce plateau et garnis de divers ragoûts épicés. Autrement, l'injera est cassée pour attraper des morceaux en la trempant dans le ragoût.
Dans les basses terres, le plat principal est le Ga'at (en), un plat de porridge à base de pâte de farine de blé. Une poche est utilisée pour évider le haut, qui est rempli de berbéré et de sauce au beurre, entouré par du lait ou du yaourt. Un petit morceau de pâte est cassé et ensuite utilisé pour être plongé dans la sauce.
La partie la plus réputée de la cuisine éthio-érythréenne se compose de divers plats de légumes ou de viande et entrées, généralement un wat ou un épais ragoût, servi sur une injera, une crêpe faite à base de farine de teff. Le repas ne se fait pas avec des ustensiles, mais en utilisant l'injera pour attraper les entrées et plats d'accompagnement.
Le Tihlo, préparé à l'aide de farine d'orge grillée, est très populaire dans l'Amhara, l'Agamé et le Tigré. La cuisine éthiopienne traditionnelle n'utilise pas de porc ni de fruits de mer, car ils sont interdits par l'islam, le judaïsme et l'Église éthiopienne orthodoxe. Il est également très courant de manger dans le même plat au centre de la table avec un groupe de personnes.

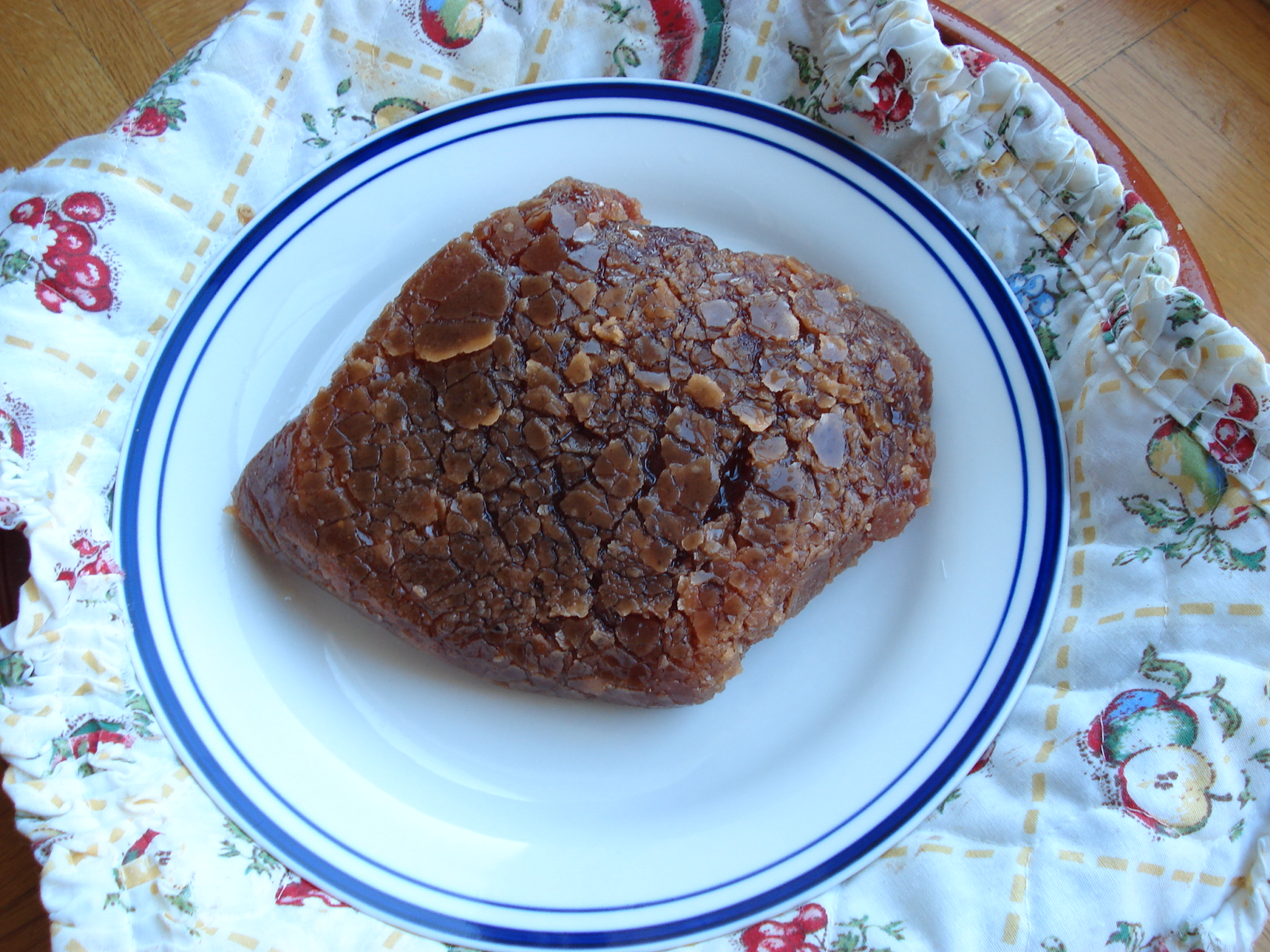
Xalwo, la version des Somalis du halva, est un plat festif de la cuisine somalienne.

La cuisine somalienne varie en fonction des régions et se compose d'un exotique mélange de diverses influences culinaires. Il est le produit de la Somalie, riche de tradition d'échange et de commerce. Malgré la variété, il reste une chose qui unit les diverses cuisines régionales : tous les aliments sont Halal. Il n'y a donc pas de plats de porc et l'alcool n'est pas servi. Le Qaddo, ou le déjeuner, est souvent très élaboré.
Les variétés de bariis, dont le plus populaire étant probablement le basmati, servent habituellement de plat principal. Les épices comme le cumin , la cardamome, le clou de girofle, la cannelle et la sauge sont utilisées pour aromatiser ces différents plats de riz. Les somaliens servent le dîner vers 21 heures. Pendant le Ramadan, le dîner est souvent servi après les Tarawih, parfois jusqu'à 23 heures.
Le Xalwo (halwo) ou halva est une confiserie populaire servie lors d'occasions spéciales telles que les fêtes de l'Aïd el-Fitr ou les mariages. Il est fabriqué à partir de sucre, fécule de maïs, cardamome en poudre, noix de muscade en poudre et du ghi. Les cacahuètes sont parfois ajoutées pour améliorer la texture et la saveur.
Après le repas, les maisons sont traditionnellement parfumées à l'aide d'oliban (lubaan) ou d'encens (cuunsi), préparé à l'intérieur d'un encensoir appelé dabqaad (en).

### Afrique du Nord
L'Afrique du Nord borde la mer Méditerranée et comprend le Maroc, l'Algérie, la Tunisie, la Libye, la Mauritanie et l’Égypte. Cette région est marquée par sa diversité géographique, politique, sociale, économique et culturelle. La cuisine, le style culinaire et l'art de l'Afrique du Nord sont aussi divers que ses régions, ses peuples et son histoire. Les racines de la cuisine nord-africaine remontent aux anciens empires d'Afrique du Nord, notamment en Égypte, où de nombreux plats du pays et traditions culinaires remontent à l'Antiquité.

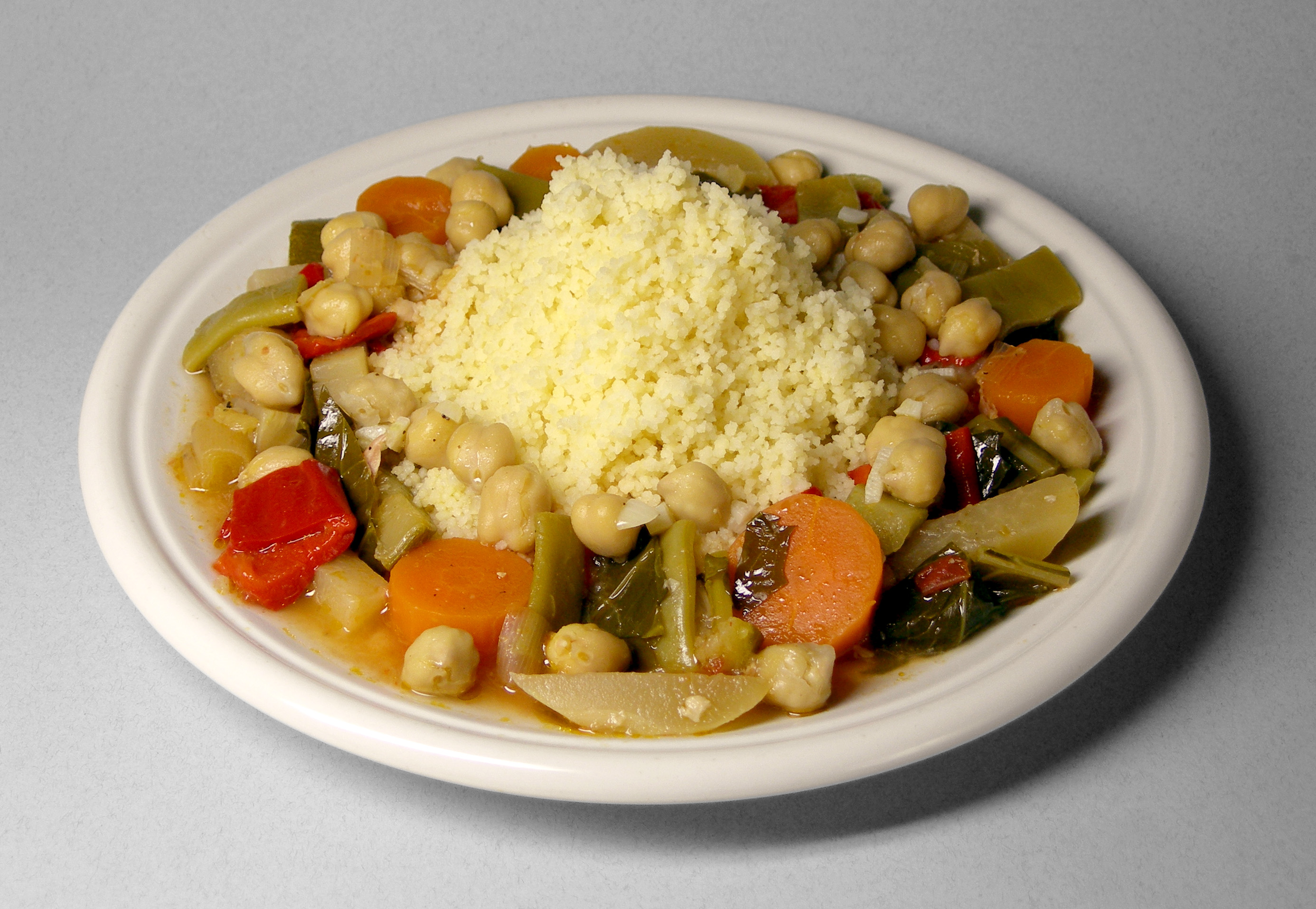
couscous aux légumes et pois chiche

Au cours des siècles les commerçants, voyageurs, envahisseurs, migrants et immigrants ont tous influencé la cuisine de l'Afrique du Nord. Les Phéniciens du Ier siècle y apportent les saucisses , tandis que les Carthaginois introduisent le blé et la semoule. Les Berbères adaptent la semoule dans le couscous, l'un des principaux aliments de base. Les olives et l'huile d'olive ont été introduites avant l'arrivée des Romains. Dès le VIIe siècle, les Arabes introduisent une variété d'épices, comme le safran, la muscade, la cannelle, le gingembre et les clous de girofle, qui contribuent et influencent la culture culinaire de l'Afrique du Nord. Les Turcs ottomans apportent les pâtisseries et autres produits de boulangerie. Du Nouveau Monde, l'Afrique du Nord intègre les pommes de terre, tomates, courgettes et les piments.
La plupart des pays d'Afrique du Nord ont plusieurs plats en commun, parfois pratiquement le même plat portant un nom différent : la tangia marocaine et la coucha tunisienne sont le même plat, un ragoût de viande préparée dans une urne et cuit toute la nuit dans un four public, parfois avec un léger changement dans les ingrédients et le style de cuisson. Pour ajouter à la confusion, deux plats complètement différents peuvent également porter le même nom : par exemple, un tajine est un ragoût cuit lentement au Maroc, alors que le tajine tunisien est une omelette, ressemblant à une quiche, cuite au four. Il existe des différences notables entre les styles de cuisine des différents pays, entre les saveurs sophistiquées ou plus corsées de la cuisine marocaine, aux plats très épicés de la cuisine tunisienne et les cuisines d'Algérie et d' Égypte.

### Afrique australe
La cuisine d'Afrique du Sud est parfois appelée cuisine arc en ciel, du fait que la nourriture dans cette région est un mélange de nombreuses cultures : un mélange de tribus autochtones africaines, les européens et les asiatiques. Pour comprendre la cuisine indigène, il est important de comprendre les différents peuples autochtones de l'Afrique australe. Les populations autochtones de l'Afrique australe sont divisées en deux groupes et plusieurs sous-groupes. Le plus grand groupe se compose des Bantous, dont les descendants d'aujourd'hui peuvent s'identifier par divers noms de sous-groupes tels que les Ndébélés, Shonas, Vendas, Zoulous, Xhosa, Swazis, Sothos, Tswanas, Pedis, Shangaans et Tsongas. Ils arrivent dans la région, il y a 2 000 ans environ, amenant leurs cultures, élevages et outils de fer avec eux. Ainsi, les Bantous cultivent intensivement des céréales et élèvent du bétail, des moutons et des chèvres. Ils cultivent également les citrouilles, haricots et légumes-feuilles.

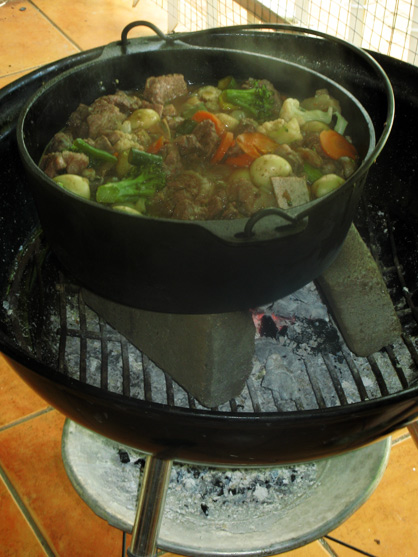
Le Potjiekos est un ragoût typique de la cuisine Sud-Africaine

Un plus petit groupe se compose des habitants primitifs de la région, les Khoïkhoïs, qui selon certains archéologues, vivent dans la région depuis au moins 10 000 ans. Beaucoup de leurs descendants ont été incorporés dans la population de l'Afrique du Sud. Les Khoïkhoïs étaient à l'origine des chasseurs-cueilleurs (connus en tant que San (Sankhoï) par les Bantous et Bochimans par les Européens). Après l'arrivée des Bantous, certains Khoïkhoïs adoptent l'élevage des bovins des Bantous, mais pas les céréales. Les Khoïkhoïs sont appelés Hottentots par les Afrikaners.
Les gens étaient, en d'autres termes, définis, dans une certaine mesure, par le type d'aliments qu'ils consommaient. Les Bantous mangent des plats de céréales, de la viande, du lait et des légumes, ainsi que des céréales et produits laitiers fermentés, tandis que les Khoïkhoïs mangent de la viande et du lait et les Sans chassent les animaux sauvages et ramassent les tubercules sauvages et légumes. À bien des égards, la nourriture quotidienne des familles noires d'Afrique du Sud peut être rapprochée des aliments locaux que leurs ancêtres mangeaient. Les Khoïkhoïs mangent de la viande rôtie mais aussi de la viande séchée, pour une utilisation ultérieure.
L'influence de leur régime alimentaire se reflète, en Afrique australe, par la préférence de tous pour le barbecue (généralement appelé par son nom afrikaans, le braai) et pour le biltong (bâtons de viande - bœuf, autruche ou springbok - séchée). La bière traditionnelle est omniprésente dans l'alimentation en Afrique australe et la fermentation ajoute des nutriments supplémentaires au régime alimentaire. C'est une obligation traditionnelles pour toutes les familles d'être en mesure d'offrir aux visiteurs de grandes quantités de bière. Le brassage de la bière est effectué par les femmes et le statut d'une ménagère en Afrique australe pré-coloniale est fonction de son habileté à brasser la bière.[réf. nécessaire]
Historiquement, le lait est l'un des éléments les plus importants de l'alimentation de l'Afrique australe. Le bétail est considéré comme la possession la plus importante de l'homme, et pour qu'il puisse se marier, il doit être en mesure d'offrir généreusement, telle une dot, le lait nécessaire à sa femme et ses enfants, mais également la viande quand il abat son bétail. Du fait que la réfrigération est rare, le lait est laissé à fermenter pour obtenir une sorte de yaourt. Les jeunes hommes de la famille prennent souvent soin du bétail, loin des villages dans des relais à bétails et envoient régulièrement chez eux du yaourt au nom de leurs pères. Aujourd'hui, de nombreux Sud-Africains noirs aiment boire les produits laitiers fermentés, vendus en supermarché, similaire au babeurre américaine. Le week-end, tout comme les Sud-Africains blancs, ils organisent un braai et le repas se compose généralement de pap et de vleis, de la bouillie de maïs et de la viande grillée.
L'alimentation de base comprend des fruits de mer, les produits à base de viande (y compris le gibier), la volaille, les céréales, les fruits et les légumes frais. Les fruits comprennent les pommes, le raisin, les mangues, bananes et papayes, l'avocat, les oranges, pêches et les abricots. Le dessert peut être simplement fait de fruits, mais aussi de quelques puddings de style occidental, comme la cocada amarela angolaise, inspirée par la cuisine portugaise. La viande comprend l'agneau, la venaison, l'autruche et l'impala. Les fruits de mer sont les écrevisses, crevettes, thon, moules, huîtres , calmars, le maquereau et le homard. Il existe également plusieurs types de boissons alcoolisées, traditionnelles et modernes, mais aussi de nombreuses bières de style européen.

### Afrique de l'Ouest

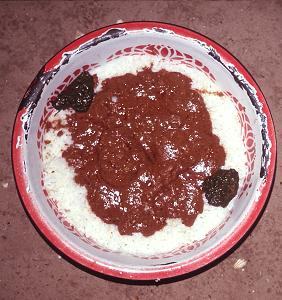
Le Mafé Ouest-Africain (ragoût à la sauce d'arachides) (Sénégal)

Le repas typique d'Afrique de l'Ouest est à base de féculents, viande et épices. Les produits de base sont très consommés dans la région, par exemple le foufou (ou le foutou, une autre variété), le banku, le kenkey (au Ghana), le couscous, le tô et le garri qui sont servis en accompagnement de soupes et ragoûts. Le foufou est souvent fabriqué à partir de légumes-racines tels que l'igname, le taro ou le manioc, à partir de grains de céréales comme le mil, le sorgho mais aussi de bananes plantains. La céréale de base ou le féculent varient entre les régions et groupes ethniques, bien que le maïs gagne du terrain car il est peu cher, il augmente en volume et crée un beau produit final blanc qui est très apprécié. Le banku et le kenkey sont des pâtes de base au maïs et le gari est fait à partir de manioc sec râpé. Le riz est également largement consommé dans la région, en particulier dans le Sahel. Les plats de riz comprennent par exemple le benachin en Gambie et le riz wolof, le plat de toute l'Afrique de l'Ouest, similaire au kebsa arabe.
Les graines du poivre de Guinée, également appelées graines du paradis, une plante originaire d'Afrique de l'Ouest, sont utilisées en tant qu'épice et arrivent en Europe, au cours du Moyen Âge. Des siècles avant l'influence des Européens, les peuples d'Afrique de l'Ouest négociaient avec le monde arabe et les épices telles la cannelle, les clous de girofle et la menthe deviennent une part des saveurs locales. Des siècles plus tard, les Portugais, Français et Britanniques influencent les cuisines régionales, mais ceci en partie seulement. Cependant, autant que l'on sache, ce sont les explorateurs européens qui introduisent en Afrique le piment, d'origine américaine, peu après que Christophe Colomb navigue vers l'Amérique : le piment et les tomates deviennent alors une composante omniprésente des cuisines d'Afrique de l'Ouest.

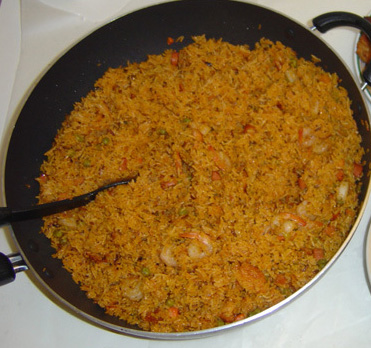
Le riz wolof est un plat populaire en Afrique de l'Ouest

La cuisine locale et les recettes d'Afrique de l'Ouest demeurent profondément enracinées dans les coutumes et traditions locales, avec des ingrédients tel le riz local (Oryza glaberrima), le fonio, le mil, le sorgho, le pois bambara, la lentille de terre, la cornille, le haricot brun, les légumes-racines comme l'igname, le taro, la patate douce et le manioc.
Les techniques culinaires d'Afrique de l'Ouest sont en train de changer. Dans le passé, les gens mangeaient beaucoup moins de viande et utilisaient les huiles naturelles (huile de palme sur la côte et le beurre de karité dans les régions du Sahel).
Les feuilles de baobab et les légumes verts sont le plat quotidien pendant certaines périodes de l'année. De nos jours, le régime est beaucoup plus lourd en viandes, sel et graisses. Beaucoup de plats combinent le poisson et la viande, avec les poissons séchés et fermentés. Le poisson est émietté et séché puis souvent frit à l'huile, et parfois cuit dans une sauce faite avec des piments, oignons, tomates et des épices diverses (comme le soumbala) et de l'eau pour préparer un ragoût très parfumé. Dans certaines régions, le bœuf et le mouton sont préférés, et la viande de chèvre est la viande rouge dominante. Le suya, un kebab populaire grillé, épicé et aromatisé au cacahuètes est vendu par les vendeurs de rue comme collation ou repas du soir. Il est généralement fait avec du bœuf ou du poulet. Les fruits de mer, tout comme le poisson, sont aussi parfois mélangés avec d'autres plats à base de viande. En Guinée, les œufs de volaille et le poulet sont également privilégiés.
En ce qui concerne les boissons, l'eau a une très forte signification rituelle dans de nombreux pays d'Afrique de l'Ouest (en particulier dans les régions sèches) ; l'eau est souvent la première chose qu'un hôte africain offrira à son invité. Le vin de palme est également une boisson commune faite à partir de la sève fermentée provenant de différents types de palmiers et est habituellement vendu sucré (avec moins de fermentation, en conservant plus de sucre de la sève) ou aigre (plus fermenté, ce qui le rend plus fort et moins sucré). La bière de millet est une autre boisson commune.

### Filmographie
- Les mains dans le plat : la cuisine des autres, film de Nouri Bouzid, CNRS Images, Meudon, 2005 (cop. 1995), 26 min (DVD)

#### Personnalités
- Nicola Kagoro
- Liste de cuisiniers